# Eisenhammer (Steinwiesen)

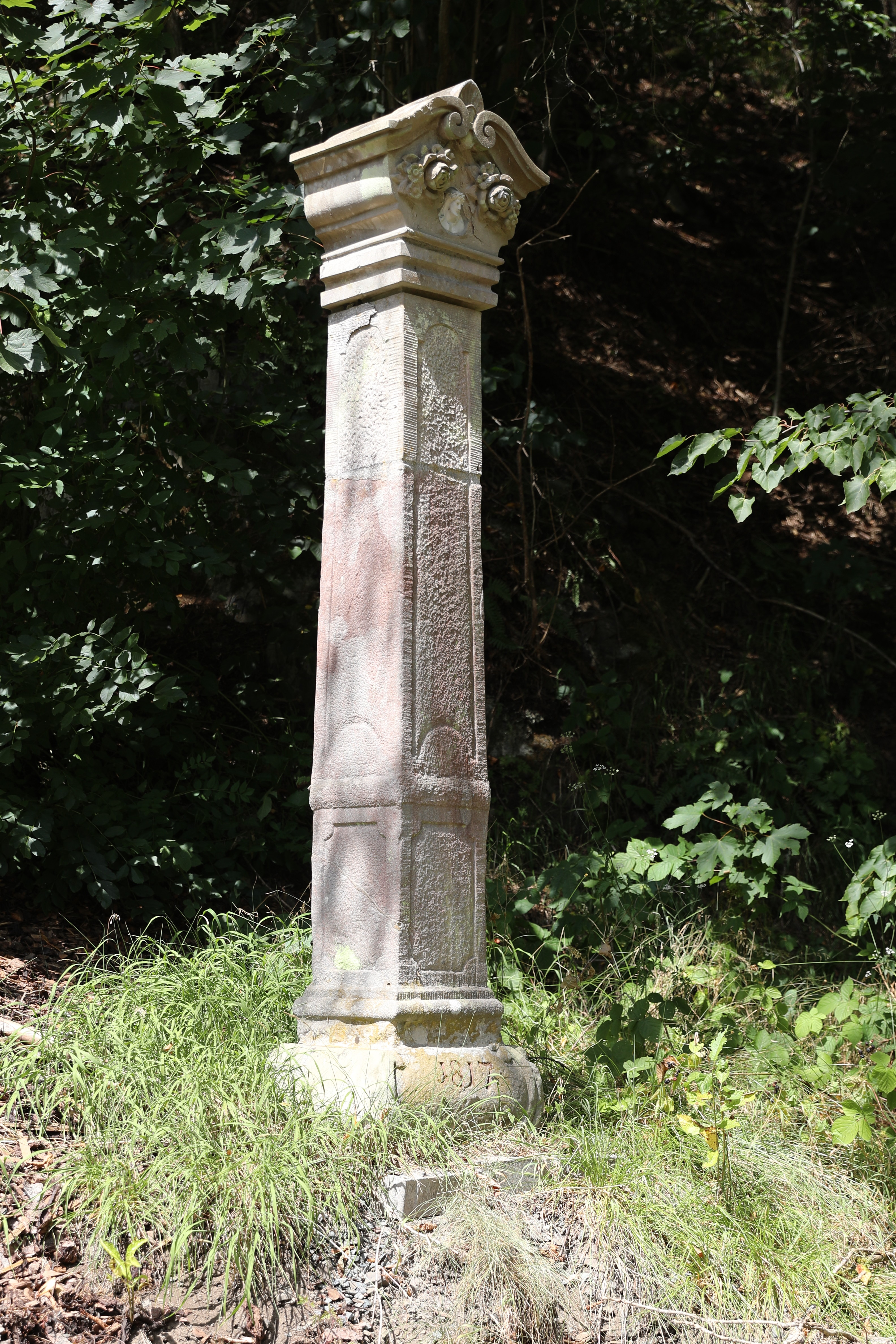
Bildstock

Eisenhammer ist ein Gemeindeteil des Marktes Steinwiesen im Landkreis Kronach (Oberfranken, Bayern).

## Geographie
Der Weiler bildet mit Leitschenstein und Steinwiesen im Osten eine geschlossene Siedlung. Er liegt am rechten Ufer der Rodach und an der Staatsstraße 2207, die innerorts nach Steinwiesen (1,2 km nordöstlich) bzw. nach Erlabrück zur Bundesstraße 173 (1,7 km südwestlich) führt.

## Geschichte
Der Eisenhammer wurde 1618 vom Hochstift Eichstätt errichtet. 1723 wurde er von Grund auf erneuert und 1732 an Johann Heinrich Heffner verkauft.
Gegen Ende des 18. Jahrhunderts bestand Eisenhammer aus zwei Anwesen (2 Wohnhäuser, Schmelz-, Hammer- und Kohlenhütte, Bräuhaus). Das Hochgericht übte das bambergische Centamt Kronach aus. Die Grundherrschaft über die Anwesen hatte das Kastenamt Kronach.
Mit dem Ersten Gemeindeedikt wurde Eisenhammer dem 1808 gebildeten Steuerdistrikt Steinwiesen und der 1818 gebildeten Ruralgemeinde Steinwiesen zugewiesen.

### Baudenkmäler
- Eisenhammer 1: Wohnhaus, ehemaliger Eisenhammer
- Bildstock

### Einwohnerentwicklung
| Jahr      | 001818 | 001861 | 001871 | 001885 | 001900 | 001925 | 001950 | 001961 | 001970 | 001987 |
| Einwohner |        | 16     | 23     | 5      | 7      | 33     | 34     | 21     | 39     | 27     |
| Häuser    | 2      |        |        | 4      | 4      | 3      | 4      | 2      |        | 5      |
| Quelle    | [ 6 ]  | [ 8 ]  | [ 9 ]  | [ 10 ] | [ 11 ] | [ 12 ] | [ 13 ] | [ 14 ] | [ 15 ] | [ 1 ]  |

## Religion
Der Ort ist römisch-katholisch geprägt und nach Mariä Geburt (Steinwiesen) gepfarrt.